# NGC 4020
NGC 4020 is een balkspiraalstelsel in het sterrenbeeld Grote Beer. Het hemelobject werd op 3 februari 1788 ontdekt door de Duits-Britse astronoom William Herschel.

## Synoniemen
- UGC 6971
- MCG 5-28-66
- ZWG 157.72
- IRAS 11563+3041
- PGC 37723